# Formica fragilis
Formica fragilis är en myrart som beskrevs av Oswald Heer 1867. Formica fragilis ingår i släktet Formica och familjen myror. Inga underarter finns listade i Catalogue of Life.